# Trần Hữu Quân
Trần Hữu Quân (sinh năm 1965) là thẩm phán cao cấp người Việt Nam. Ông hiện giữ chức vụ Chánh án Tòa án nhân dân tỉnh Hà Nam.

## Tiểu sử
Trần Hữu Quân sinh ngày 5 tháng 11 năm 1965, quê quán tại xã Vũ Bản, huyện Bình Lục, tỉnh Hà Nam.
Ông có bằng Thạc sỹ Luật học.
Ông là đảng viên Đảng Cộng sản Việt Nam.
Ngày 23 tháng 5 năm 2011, Trần Hữu Quân được Chánh án Tòa án nhân dân tối cao Việt Nam kí quyết định số 868/QĐ-TCCB bổ nhiệm làm Thẩm phán Tòa án nhân dân tỉnh Hà Nam nhiệm kì 5 năm từ ngày kí.
Hiện nay (2018), ông đang là Tỉnh uỷ viên, Bí thư Ban Cán sự Đảng Cộng sản Việt Nam Tòa án nhân dân tỉnh Hà Nam, Chánh án Tòa án nhân dân tỉnh Hà Nam.